# Гольцдорф
Гольцдорф (нім. Holzdorf) — громада в Німеччині, розташована в землі Шлезвіг-Гольштейн. Входить до складу району Рендсбург-Екернферде. Складова частина об'єднання громад Шляй-Остзее.
Площа — 17,35 км2. Населення становить 835 ос. (станом на 31 грудня 2020).